# جيلسي
جيلسي (أو Jevze في لهجة Molisan المحلية)، هي كوموني (بلدية) التي تعد مقاطعة كامبوباسو في منطقة موليز [[إيطاليا|الإيطالية]، وتقع جيلسي على بعد حوالي 12 كيلومتر (7 ميل) جنوب شرق كامبوباسو.
تقع جيلسي على حدود المناطق التالية: Campodipietra و Cercemaggiore و Gildone و Pietracatella و Riccia و Toro.
ففي كل عام، يقام عيد القديسة آن في مدينة جيلسي، وقد يشار إليه أيضًا باسم عيد الحبوب. فافيه يخير سكان المدينة بحرية الدخول في مسابقة التعويم، وتشترط عليهم هذه المسابقة إنشاء عوامة من الحبوب، والتي يمكن أو لا يمكن أن تكون لها علاقة بالقديسة آن. فإذا تم جرها من قبل بقرة، فهي مأساة، ولكن إذا تم جرها بواسطة جرار صغير، فهي عربة.

## روابط خارجية
- الموقع الرسمي
- Jelsi
- Feast of the corn
- Wheat community museum